# Nicòstrat (poeta)
Nicòstrat (en llatí Nicostratus, en grec antic Νικόστρατος "Nikóstratos") fou un poeta dramàtic grec, que menciona Diògenes Laerci, i diu que portava el renom de Κλυταιμνήστρα (Clitemnestra). Alguns pensen que podria ser el mateix personatge que Nicòstrat d'Atenes el suposat fill d'Aristòfanes.
Diògenes Laerci cita una comèdia de nom Theseis que li atribueix, encara que als manuscrits existents el nom de l'autor d'aquesta obra és Πυθόστρατος (Pizóstratos).